# Beni
För andra betydelser, se Beni (olika betydelser).
Beni, även kallat El Beni, är ett departement i nordöstra Bolivia, i landets låglandsregion. Huvudstad i departementet är Trinidad. Det är geografiskt landets näst största departementet med en yta på 213 564 km² och skapades 18 november 1842 av general José Balliviáns administration. Beni har 362 521 invånare (2001). Klimatet är varmt och fuktigt. 
Beni gränsar till Brasilien i nordost, departementet Santa Cruz i sydost, La Paz i väster, Pando i nordväst och Cochabamba i söder. Benis landskap är i huvudsak täckt av regnskog och pampas. Tre av landets största sjöar ligger i Beni. Även om Beni har god tillgång på naturresurser så är fattigdomen i deprtementet hög. De huvudsakliga ekonomiska näringarna är jordbruk, skogsbruk och boskap.
Maten i departementet består till största delen av ris, bananer, kött och fisk.

## Benis provinser
Departementet är indelat i åtta provinser.
| Provins        | Huvudstad            |  |
| -------------- | -------------------- |  |
| Cercado        | Trinidad             |  |
| Iténez         | Magdalena            |  |
| José Ballivián | Reyes                |  |
| Mamoré         | San Joaquín          |  |
| Marbán         | Loreto               |  |
| Moxos          | San Ignacio de Moxos |  |
| Vaca Diéz      | Riberalta            |  |
| Yacuma         | Santa Ana del Yacuma |  |